# Pedro Ermengol
Pedro Armengol (Guàrdia dels Prats, a mediados del siglo XIII - Guàrdia dels Prats, 1304) fue un religioso tarraconense, considerado un santo de la Iglesia católica. Transcurridas la niñez y la adolescencia con su familia y apenas traspasado el umbral de la juventud, Pedro Armengol se convirtió en bandolero. En un encuentro con gente de armas enviada por el rey Jaime I a limpiar de maleantes la zona por donde debía transitar la comitiva real, Pedro Armengol se encontró, espada en mano frente a frente con su propio padre Arnaldo. La providencial circunstancia hizo que Pedro depusiera las armas ante su progenitor, le pidiera perdón y decidiera cambiar de vida. El prestigio del padre libró al hijo del castigo y Pedro Armengol importunó a los frailes de la Merced para que lo recibieran en la Orden, pues quería dedicar el resto de su vida a la obra de misericordia de la redención de cautivos. Se puso en el lugar de 19 niños.
Recibido en la Merced, pudo ir dos veces a tierra de moros a desempeñar el ministerio de la redención. En el segundo viaje, en Bugía, Argelia, en 1266, se quedó de rehén por algunos cautivos. Mas no llegando a tiempo el dinero del rescate por el que se había quedado en prenda, fue colgado de una horca, pero sobrevivió y tal circunstancia  se considera un milagro de María. Fray Guillermo de Firenze lo encontró vivo cuando llegó, al día siguiente del ahorcamiento con el dinero pactado. Como secuela de su martirio Pedro Armengol quedó con el cuello torcido y el rostro macilento para el resto de su vida. De regreso a España vivió durante casi cuarenta años retirado en el convento de Santa María del Prats, donde murió en 1304.
Fue canonizado por el papa Inocencio XI celebrándose su festividad litúrgica el 27 de abril.